# Emigranti (divadelní hra)
Emigranti (1974) je divadelní hra polského autora Sławomira Mrożka (který byl sám emigrantem) na téma emigrace.
Hra pojednává o dvou emigrantech, kteří spolu sdílejí sklepní byt, přestože se k sobě příliš nehodí – jeden je intelektuál, druhý je chudý dělník.
V Česku ji v roce 2005 poprvé uvedlo Divadlo Komedie v překladu Ericha Sojky a v režii Dušana D. Pařízka (narozeného v Německu v rodině posrpnových emigrantů); v hlavních rolích vystupovali Karel Roden a Marian Roden.